# Dominique Rakotonandrasana
Dominique Rakotonandrasana (ur. 2 lutego 1970) – madagaskarski piłkarz grający na pozycji bramkarza. W swojej karierze rozegrał 27 meczów w reprezentacji Madagaskaru.

## Kariera klubowa
W swojej karierze piłkarskiej Rakotonandrasana grał w klubie SO Emyrne.

## Kariera reprezentacyjna
W reprezentacji Madagaskaru Rakotonandrasana zadebiutował 11 października 1992 roku w wygranym 3:0 meczu eliminacji do MŚ 1994 z Namibią, rozegranym w Antananarywie. Od 1992 do 2003 wystąpił w kadrze narodowej 27 razy.